# ハインドマーシュ ティアース
ハインドマーシュ ティアース（英語: Hindmarsh Tiers）はヴィクターハーバー市北西部に位置する町である。

## 地理
人口は89人で、その25.53%がレンタル宿泊施設で暮らしている。
町の面積の殆どを小高い丘や森林が占めている。ヴィクターハーバーより直線距離で約16 km、町の主要道路は Hindmarsh Tires RD である。
座標: 南緯35度24分59秒 東経138度33分00秒 / 南緯35.4163215度 東経138.5500585度